# Elli Erl
Elisabeth Maria Erl (née le 25 mai 1979 à Straubing, Allemagne) est une chanteuse allemande. Elle a gagné la deuxième saison de Deutschland sucht den SuperStar (DSDS).

## Singles
- 2000 : Inside (avec Pantarei) (DE : —)
- 2004 : This Is My Life (DE : 3)
- 2004 : In My Dream (DE : 40)
- 2004 : Not My Type (DE : 90)
- 2006 : Get Up (DE : 71)
- 2007 : Can’t Deny It (DE : 75)
- 2007 : Wenn Du lachst (avec menschenskinder)
- 2007 : Moving On

## Albums
- 1999 : 48 Minutes (avec Pantarei) (DE : —)
- 2001 : Blurred Vision (avec Pantarei) (DE : —)
- 2004 : Shout It Out (DE : 33)
- 2007 : Moving On (DE : —)